# Parafiamma

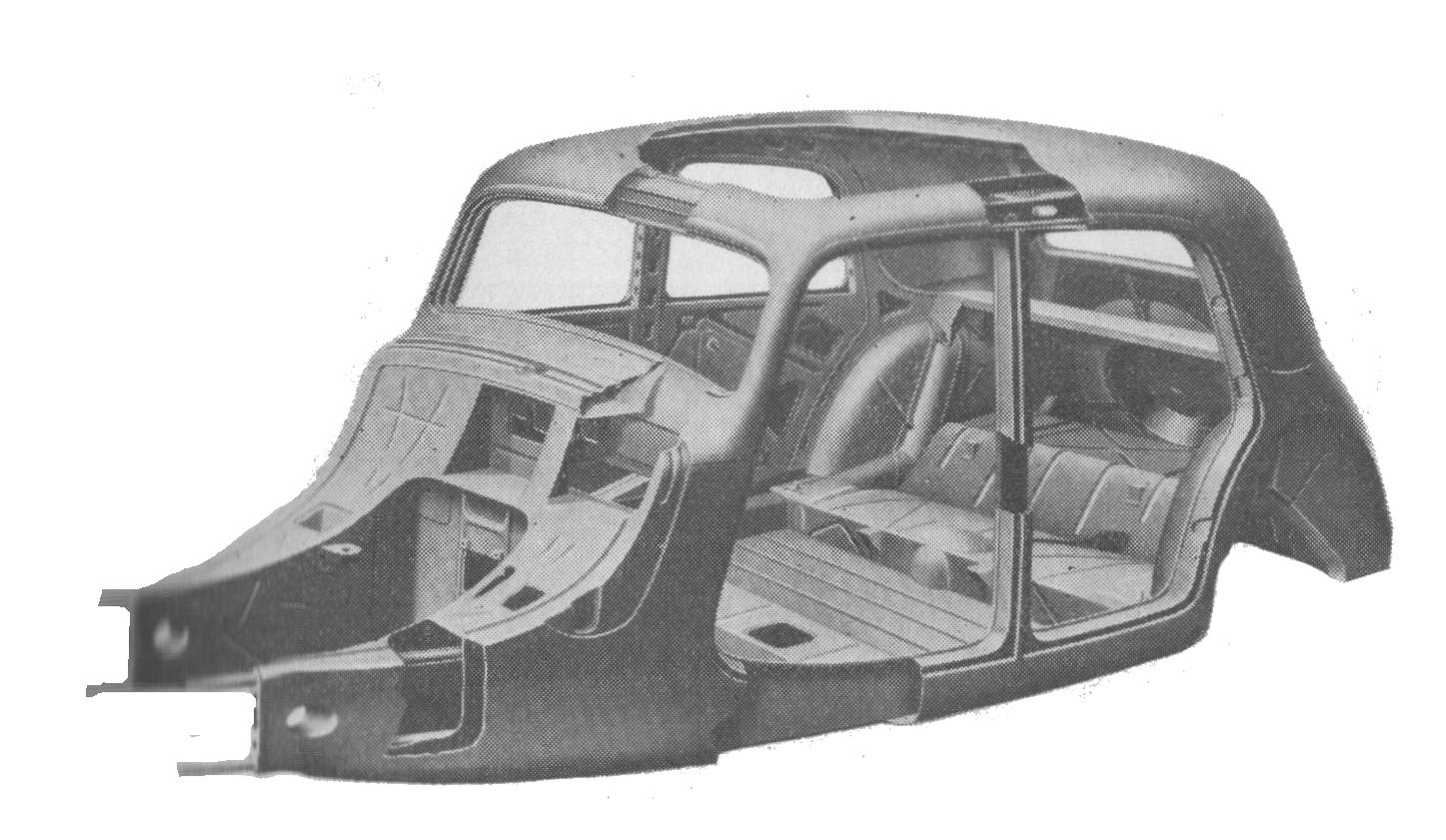
Uno spaccato di una Citroën Traction Avant, dove si può vedere il parafiamma

Nell'automobile il parafiamma è quella parte della carrozzeria che separa il vano motore da quello passeggeri allo scopo di proteggere questi ultimi dal calore e dal rumore generato dal motore, dal vento e dagli spruzzi di acqua provenienti dalla strada.
Nelle autovetture a trazione anteriore e/o motore anteriore è situato sotto il parabrezza.
Nelle carrozzerie monoscocca serve anche per irrobustire la struttura.
Il nome deriva dalle automobili a vapore.
Per questo tipo di veicoli serviva infatti a proteggere i passeggeri dalla fiamma libera che scaldava la caldaia del motore a vapore.
In ambito aeronautico la funzionalità è analoga.
Sull'aeroplano il parafiamma è quella parte della fusoliera che separa l'abitacolo del pilota dal motore.